# Samuel Butler (Gelehrter)

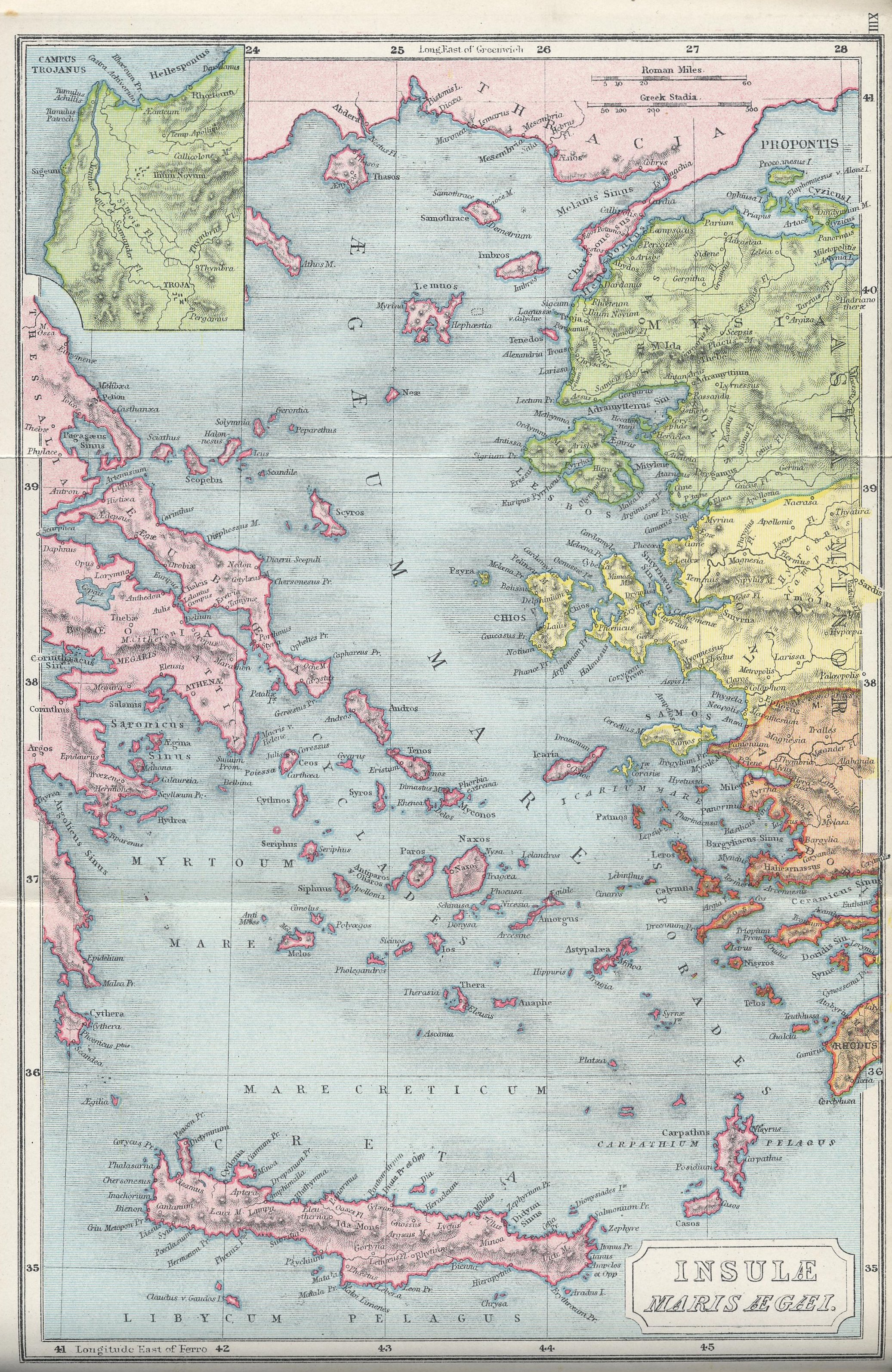
Karten aus Butlers Atlas of Ancient and Classical Geography, 1907

Samuel Butler (* 30. Januar 1774 in Kenilworth, Warwickshire, England; † 4. Dezember 1839 in Eccleshall, Staffordshire, England) war ein britischer Gelehrter und Geistlicher.

## Leben
Nach seinem Bachelorexamen am St John’s College (Cambridge) wurde er ebenda 1797 Fellow, wurde aber schon im nächsten Jahr zum Direktor der Shrewsbury School berufen. Nebenamtlich hielt er seit 1807 eine Präbende an der Kathedrale von Lichfield und seit 1822 das Archidiakonat der Diözese Derby. 1836 wurde er zum Bischof von Lichfield berufen.
Bekannt wurde Butler durch seine Edition der Werke von Aischylos und durch seinen Atlas of Ancient and Classical Geography.
Sein Enkel, der Philosoph und Schriftsteller Samuel Butler (1835–1902), schrieb eine Biografie über ihn.